# Kékellő
Kékellő (1890-ig Blaufusz, szlovákul: Krahule, korábban Ploves, németül: Blaufuss) község Szlovákiában, a Besztercebányai kerületben, a Garamszentkereszti járásban. Érdekessége, hogy ez az egyetlen település Szlovákiában, ahol hivatalos nyelv a német is, lévén a lakosság több mint 20%-a német származású.

## Fekvése
Körmöcbányától 7 km-re északkeletre, a Körmöci-hegység központi részén található. A falu közepe 872 m-es magasságban fekszik és mintegy 1 km hosszan, délkeleti irányban nyúlik el.

## Története
A falu első említése 1331-ből származik; akkor keletkezett, amikor a zólyomi ispánsághoz tartozó területet 1328 körül – Károly Róbert király oklevele alapján, melyben Körmöcbányát szabad királyi várossá emelte – körmöci németekkel telepítették be. Ekkor kapta a nevét is Körmöcbánya egyik esküdtjéről, Blaufuz Henrikről. Következő említése 1442-ben volt. 1450-ben 250 lakosából mintegy 100 bányász volt. 1489-ben „Plaufúsz", 1499-ben „Plofuesz" néven említik. Története során többnyire a körmöci királyi bányakapitánysághoz tartozott egy falusi bíró irányítása alatt. Lakói főként bányászok, favágók és pásztorok voltak. A környező hegyek gazdag aranybányáiban dolgoztak, illetve ezek faszükségletét biztosították.
1601-ben 39 ház állt a faluban. Egy 1640-es oklevél szerint bírája Kőnig Pál, majd ennek halála után Kőnig Jakab volt. 1720-ban a „Plofusz"-ként nevezett településen 23 ház állt. Első kápolnája 1788-ban épült, plébániáját 1806-ban alapították. Anyakönyveit 1788-tól vezetik, ekkor épült fel első iskolája is. A mai épület 1881-ben készült.
A 19. század közepén Fényes Elek eképpen írja le: „Blaufusz, német falu, Bars vgyében, Körmöcz város határjában: 527 kath., 80 evang. lak. Kath. paroch. templom. Nagy erdő."
1828-ban 57 házában 635 lakos élt, akik főként bányászattal, később mezőgazdasággal foglalkoztak. A község nevét a névmagyarosítás jegyében az 1890-es években Kékellőre változtatták.
Borovszky monográfiasorozatának Bars vármegyét tárgyaló része szerint: „Kékellő, a körmöczbányai hegyekben fekvő német kisközség 575 róm. kath. és ág. ev. lakossal. Szintén egyike a német telepes községeknek, mely 1331-ben már Blaufuss néven szerepel. Ugyanakkor szerepel régi temploma is, mely azonban időközben elpusztult. Új templomát Körmöczbánya város 1806-ban építtette. Később magyar és német nevével is találkozunk és pedig Palócz és Polowecz alakban. Postája, távirója és vasúti állomása Körmöczbánya."
A trianoni békeszerződésig Bars vármegye Garamszentkereszti járásához tartozott.
A csehszlovák állam fennhatósága alatt előbb visszakapta eredeti, Blaufuss nevét, majd 1948-ban azt hivatalosan Krahuléra változtatták. 1944 decemberétől a közeledő front hírére német lakói a szudétanémet területekre menekültek, 1945-ben a falut szlovákokkal telepítették újra.

## Népessége
| Év:            | 1994. | 2004.   | 2014.    | 2024.    |
| -------------- | ----- | ------- | -------- | -------- |
| Emberek száma: | 150   | 155     | 192      | 253      |
| Eltérés:       |       | +3,33 % | +23,87 % | +31,77 % |

| Év:            | 2023. | 2024.   |
| -------------- | ----- | ------- |
| Emberek száma: | 259   | 253     |
| Eltérés:       |       | -2,31 % |

1910-ben 612-en, túlnyomórészt német anyanyelvűek lakták.
2001-ben 144 lakosából 107 szlovák és 35 német volt.
2011-ben 197 lakosából 121 szlovák és 62 német volt.

## Nevezetességei
- Nepomuki Szent János tiszteletére szentelt, római katolikus temploma 1806-ban épült barokk-klasszicista stílusban.
- Csipkeverő iskoláját 1895-ben alapították.

## Külső hivatkozások
- Községinfó
- Kékellő Szlovákia térképén
- Kékellő története
- E-obce.sk Archiválva 2008. szeptember 20-i dátummal a Wayback Machine-ben